# Ugo Frosi
Ugo Frosi (Roma, 29 marzo 1969) è un regista e sceneggiatore italiano.

## Biografia
Dopo la laurea in Lettere all'Università La Sapienza di Roma, si trasferisce a New York, dove si diploma in regia alla New York Film Academy.
Nel 2004 realizza il cortometraggio Calos cai Agatos, riconosciuto di interesse culturale nazionale.
Il cortometraggio viene selezionato dal festival CinemadaMare.
Del 2015 è l'esordio nel lungometraggio con L'ospite, film incentrato sugli ultimi giorni di vita del filosofo Giovanni Gentile.
L'ospite vince il Premio Gianni Di Venanzo per la regia e la fotografia.
Nel 2017 gira il suo secondo lungometraggio, L'abbandono, che è presentato ufficialmente al Ravenna Nightmare Film Fest.

## Filmografia

### Regista
- Calos cai Agatos (2004, cortometraggio)
- L'ospite (2015)
- L'abbandono (2018)

### Sceneggiatore
- Calos cai Agatos (2004)
- L'ospite (2015)
- L'abbandono (2018)